# Плещеев, Александр Алексеевич (журналист)
Алекса́ндр Алексе́евич Плеще́ев (19 октября 1858, Санкт-Петербург — 5 декабря 1944, Париж) — русский писатель, драматург, журналист; театральный критик, историк балета, эмигрант.

## Биография
Сын известного поэта Алексея Николаевича Плещеева. Был женат на актрисе Е. Н. Рощиной-Инсаровой.
Выпускник Первой Санкт-Петербургской гимназии.
Выступал в качестве драматического актёра на сценах Малого театра в Москве и Александринском театра в Санкт-Петербурге. Им были написаны около 30 пьес, пять из которых представлены на сцене Александринского театра, а остальные в основном в театре Литературно-художественного общества. Среди этих пьес — комедия «В своей роли», о жизни самих актёров.
Печататься начинает в 1876 году. Кроме пьес им написаны различные рассказы, путевые очерки, мемуары о русских актёрах и писателях, среди которых И. С. Тургенев, Н. А. Некрасов, Д. В. Григорович, М. Е. Салтыков, А. П. Чехов, М. Горький, А. Н. Плещеев, С. Я. Надсон, Н. А. Морозов.
Сотрудничал с газетами «Петербургский листок», «Московский листок», «Музыкальный свет», «Петербургские ведомости», «Новое время» и др.
Сам был издателем:
- газеты, а позднее журнала «Театральный мирок» (1884—1886)
- газеты «Петербургский дневник театрала» (1903—1905)
- журнала «Невод» (1906—1907)

Автор книги «Наш балет (1673—1896)» (1896) — первой книги об истории балета в России с XVII до конца XIX века.
В 1919 году эмигрировал во Францию, где продолжал работать как театральный критик, мемуарист.
В Париже издал книги «Под сенью кулис» (1936) и «Сергей Лифарь» (1938).